# Ettore Brossi
Ettore Brossi (Trieste, 11 dicembre 1910 – ...) è stato un allenatore di calcio e calciatore italiano, di ruolo attaccante.

## Carriera

### Calciatore
Giocò in Serie A con Triestina e Bari.

### Allenatore
Nella stagione 1956-1957 allenò il Città di Castello, in IV Serie. In seguito ha guidato lo Jesi nel campionato di Serie D 1961-1962.

## Palmarès

### Giocatore

#### Competizioni nazionali
- Prima Divisione: 1

Catanzaro: 1932-1933
- Serie B: 1

Perugia: 1933-1934 (girone B)
- Serie C: 3

MATER Roma: 1938-1939, 1939-1940, 1941-1942